# Trichophthalmocapsus
Trichophthalmocapsus is een geslacht van wantsen uit de familie van de Miridae (Blindwantsen). Het geslacht werd voor het eerst wetenschappelijk beschreven door Bertil Robert Poppius in 1914.

## Soorten
Het genus bevat de volgende soorten:

- Trichophthalmocapsus australis Schuh, 1974
- Trichophthalmocapsus hessei Schuh, 1974
- Trichophthalmocapsus hirsutus Odhiambo, 1960
- Trichophthalmocapsus jamesi China, 1932
- Trichophthalmocapsus longicornis Linnavuori, 1996
- Trichophthalmocapsus microphthalmus Linnavuori, 1996
- Trichophthalmocapsus pilosus Poppius, 1914
- Trichophthalmocapsus pumilis (Odhiambo, 1960)
- Trichophthalmocapsus pumilus (Odhiambo, 1959)